# فرهنگ در کامبوج

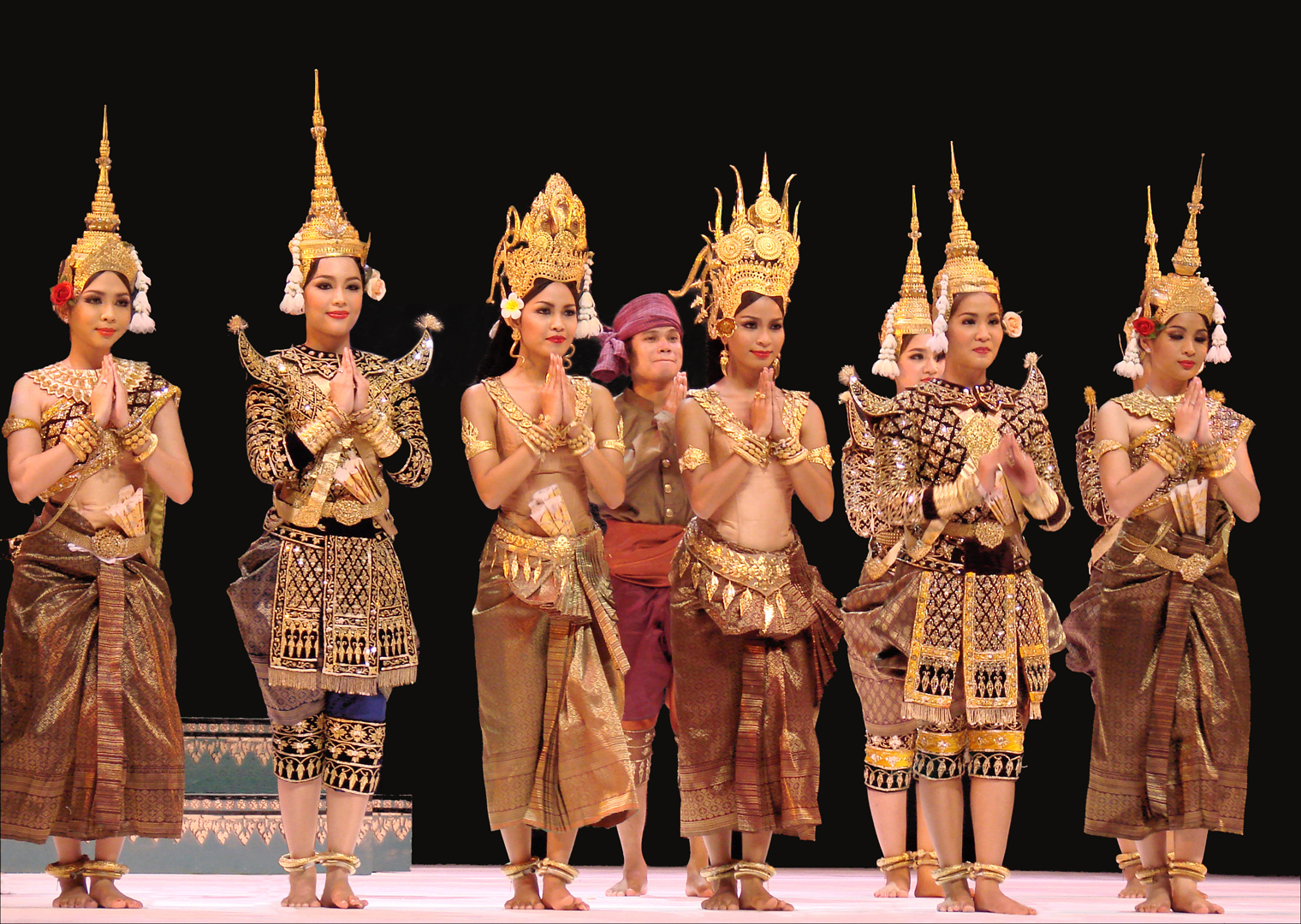
رقص باله کامبوج

در طول تاریخ طولانی کامبوج، دین منبع اصلی الهام فرهنگی در این سرزمین بوده‌است. نزدیک به دو هزار سال، کامبوجی منحصر فرهنگ و تلفیق‌گرایی بومی روح‌باوری و ادیان هندی از بودیسم و هندوئیسم را توسعه داده‌اند.
فرهنگ و تمدن هند، از جمله زبانها و هنرهای آن، در حدود قرن اول میلادی به سرزمین اصلی آسیای جنوب شرقی رسید. عموماً اعتقاد بر این است که بازرگانان دریانوردی آداب و رسوم و فرهنگ هند را به بنادر در امتداد خلیج تایلند و اقیانوس آرام در مسیر تجارت با چین آورده‌اند. پادشاهی فونان احتمالاً اولین ایالت خمر بود که از این عقاید هندی بهره‌مند شد. بعدها نیز در دوران استعمار نفوذ فرانسه نیز وجود داشته‌است.
فرهنگ کامبوج هم فرهنگ اکثریت قومی دشت پست مرکزی را شامل می‌شود و هم فرهنگ ۲۰ قبیله و قومیتی که در مناطق تپه‌ای و کوهستانی این کشور زندگی می‌کنند. نورودوم سیهانوک، پادشاه پیشین کشور، این قومیت‌ها را «خمر لوئیو» نامید تا همبستگی میان دشت‌نشینان و کوه‌نشینان را تقویت کند.
سربندهای پارچه‌ای به نام کراما ازجمله پوشاک ویژه مردم کامبوج است. روش سلام دادن معروف به سامپیا که در آن کف دو دست برهم قرار داده می‌شود روش درود و احترام رایج در میان مردم کامبوج است. فرهنگ خمر در دوران امپراتوری خمر سبک‌های ویژه‌ای از رقص، معماری و پیکرتراشی را پدیدآورد که این فرهنگ با تمدن‌های همسایه در لائوس و تایلند دادوستدهای فرهنگی داشته‌است.
بون ام تیوک (جشنواره مسابقه قایق‌ها) که به‌طور سالانه برگزار می‌شود پربازدیدکننده‌ترین جشنواره ملی این کشور است.
در برخی سال‌ها به فراخور جشنواره سه‌روزه آب که بزرگترین کارناوال پنوم‌پن است، ۵ میلیون نفر از نواحی مختلف کامبوج به پایتخت می‌آیند. به هنگام این جشنواره در جزیره الماس که پلی آن را به پایتخت کامبوج وصل می‌کند، نمایشگاه‌های مختلف، رستوران و غرفه‌های متعدد برپا می‌شود و معمولاً زنان فروشنده اجناس در مدت این جشنواره به این جزیره می‌آیند.

## تاریخ

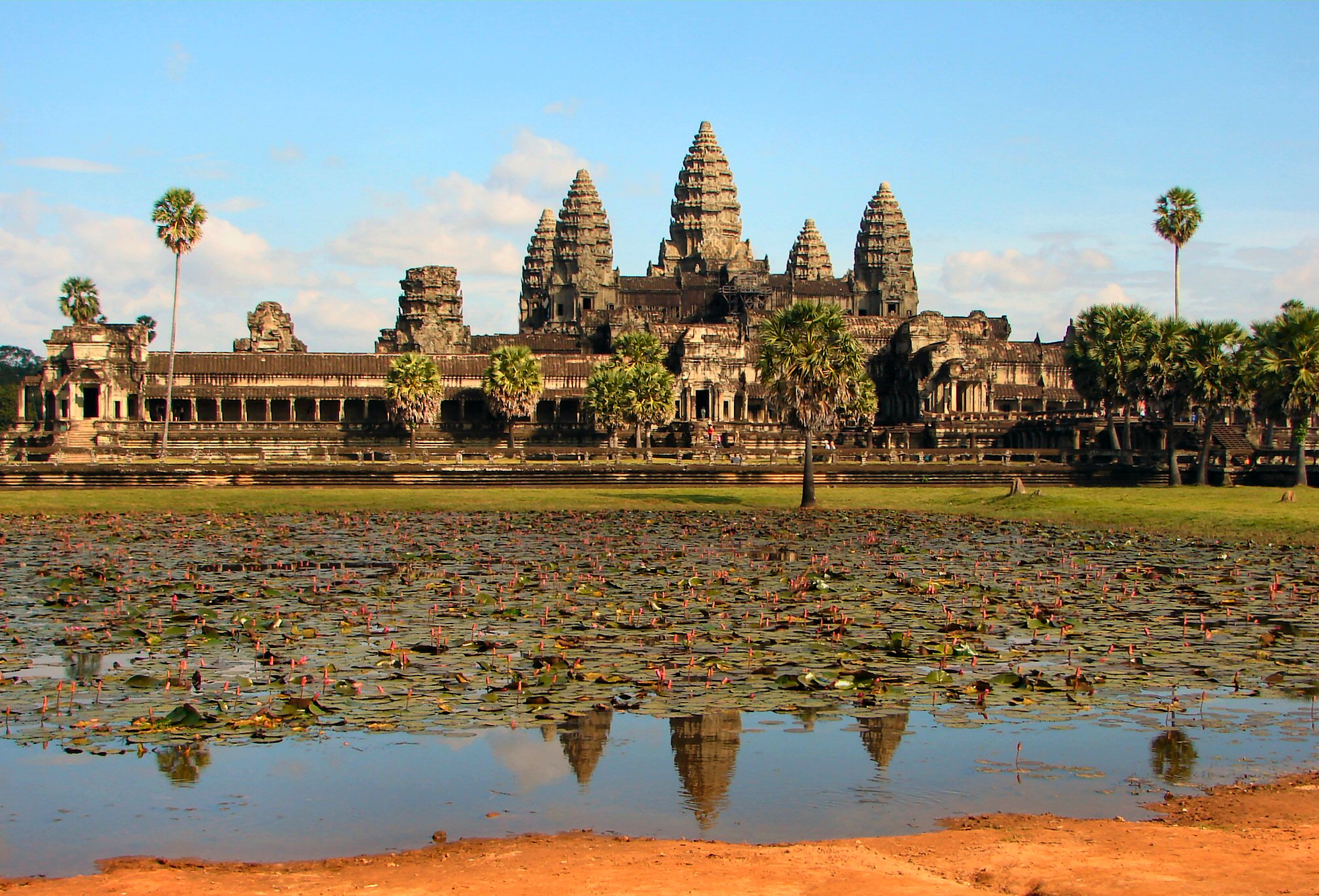
انگکور وات، معروف‌ترین مکان میراث جهانی کامبوج است.

عصر طلایی کامبوج بین قرن نهم و چهاردهم میلادی و در دوره آنگور بود که در طی آن یک امپراتوری قدرتمند و مرفه به وجود آمد.
سوابق تفصیلی از ساختار سیاسی در قلمرو آنچه اکنون کامبوج نامیده شده‌است برای اولین بار در سالنامه‌های چینی با اشاره به Funan ظاهر می‌شود، پولی که شامل جنوبی‌ترین بخش شبه جزیره هندوچین در طی قرون ۱ تا ۶ است. از فونان به عنوان قدیمی‌ترین منطقه فرهنگ هندو اشاره شده‌است، که تعامل طولانی مدت اجتماعی و اقتصادی با شرکای تجاری دریایی از Indosphere در غرب را نشان می‌دهد. در قرن ۶ یک تمدن، به نام چنلا یا ژنلا در اسناد چینی، به صورتی پایدار و پایدار جایگزین فونان، به عنوان بزرگتر، کنترل مناطق بیشتری از هندوچین و بیش از یک مرکز منحصر به فرد از قدرت را در اختیار داشت.
جایاوارمان دوم در سال ۸۰۲ میلادی خود را پادشاه منطقه اعلام کرد و با بنیاد امپراتوری خمر، این امپراتوری توانست ۶۰۰ سال دوام آورده و با تسخیر بیشتر جنوب شرق آسیا به قدرت و ثروت زیادی دست پیدا کند. این پادشاهی که تحت تأثیر زیاد فرهنگی هندی قرار داشت پرستشگاه‌های عظیمی چون آنگکور وات را بنا نهاد و هندوئیسم و سپس بودیسم را به بیشتر جنوب خاوری آسیا گسترش داد. پس از سقوط آنگکور به‌دست آیوتهایا که در سده پانزدهم رخ داد، کامبوج با پادشاهان محلی اداره می‌شد تا این‌که فرانسه این کشور را در میانه‌های سده نوزدهم مستعمره خود کرد.

## مردم

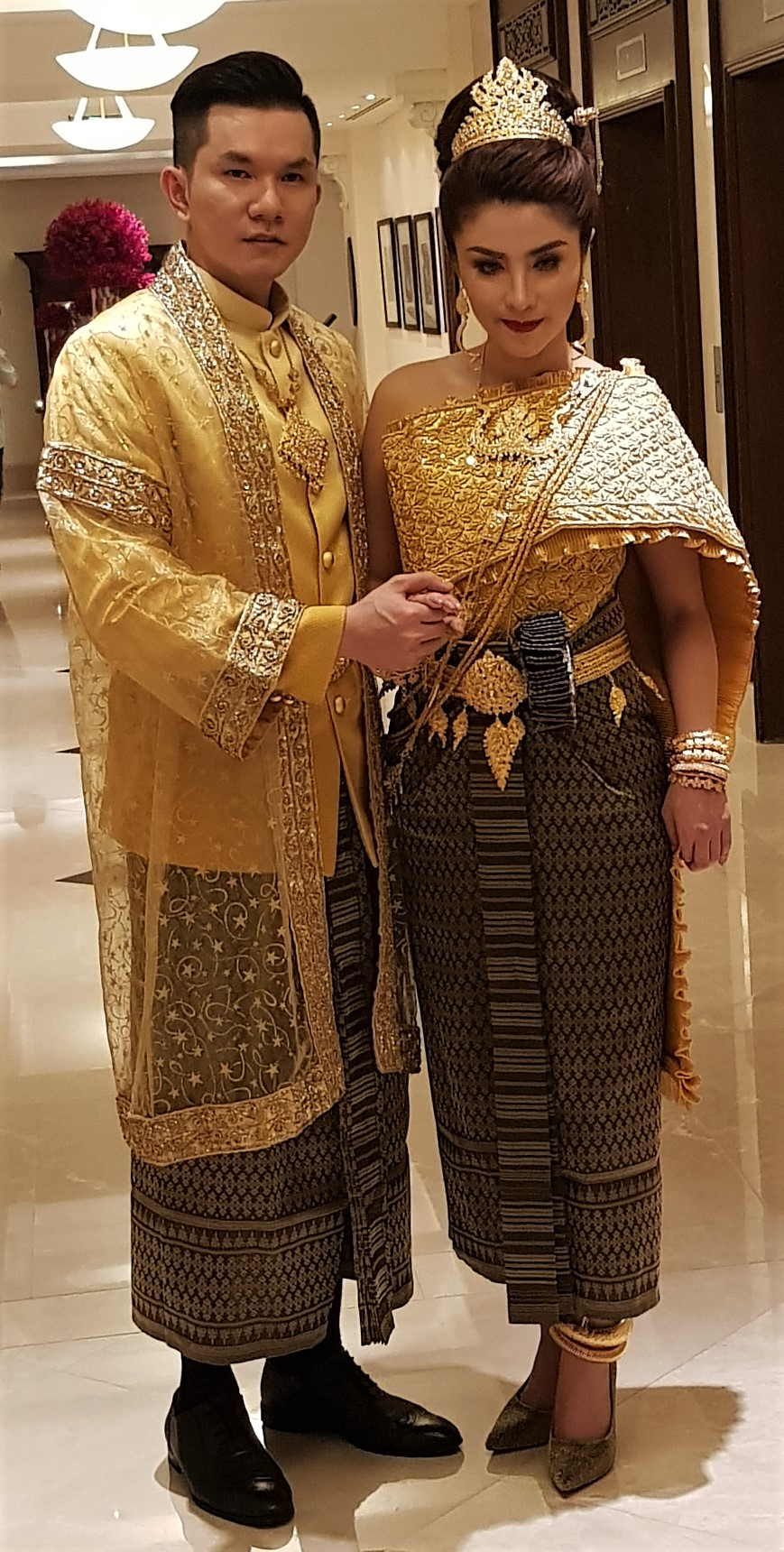
عروس و داماد در یک عروسی کامبوج

شاخه هینه‌یانه (تراوادا) از بودیسم مذهب رسمی کشور کامبوج است و بیش از ۹۵ درصد از مردم این کشور پیرو این کیش هستند. سنت‌های بودایی هینه‌یانه در کامبوج ریشه‌دار و گسترده هستند و ۴۳۹۲ نیایشگاه بودایی در سراسر این کشور پراکنده‌است. چینی‌ها و ویتنامی‌های ساکن کامبوج پیرو شاخه مهایانه از بودیسم هستند. خمرهای سرخ در اواخر دهه ۱۹۷۰ مذهب و از جمله بوداگرایی را سرکوب می‌کردند اما بودیسم پس از پایان دوره آن‌ها دوباره با احیا و تقویت روبه‌رو شده‌است.
اسلام دین اکثریت در میان اقلیت‌های چام و مالای است و بیشتر آن‌ها سنی‌های شافعی هستند. تعداد مسلمانان کامبوج ۳۰۰ هزار نفر و تمرکز آن‌ها در استان کامپونگ چام است. در کامبوج ۲۰ هزار مسیحی کاتولیک زندگی می‌کنند که ۰٫۱۵ درصد از جمعیت کشور را تشکیل می‌دهند.

## سینما
سینمای کامبوج در دهه ۱۹۵۰ آغاز شد. در دهه ۱۹۶۰ سینماهای متعددی در کشور ساخته و کمپانی‌های فیلم متعددی تأسیس شدند و از این دوره با نام «عصر طلایی» سینمای کامبوج یاد می‌شود.

## دین

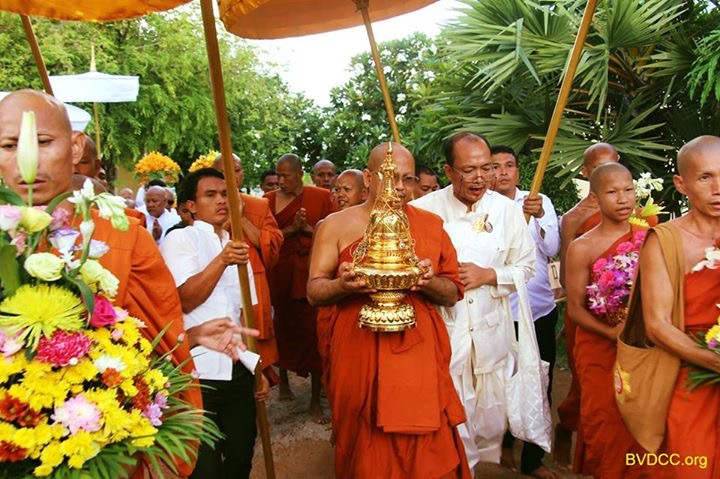
ویساک بوچه یادبود تولد، روشنگری و گذشت بودا را گرامی می‌دارد.

دین مردم کامبوج عمدتاً بودایی است و ۸۰٪ از مردم آن را ترواده، ۱٪ مسیحی و اکثریت جمعیت باقیمانده از اسلام، بیخدایی یا روح‌باوری پیروی می‌کنند.
بودیسم حداقل در قرن ۵ قبل از میلاد در کامبوج وجود داشته‌است. ترواده از قرن سیزدهم قبل از میلاد مذهب کامبوج بوده‌است (به استثناء دوره خمر روژ)، و در حال حاضر تخمین زده می‌شود که دین بیش از ۹۰٪ از مردم باشد.
اسلام دین اکثریت مردم چام (همچنین به نام خمر اسلامی) و اقلیت‌های مالایی در کامبوج است. به گفته پو دارما، تا اواخر سال ۱۹۷۵ در کامبوج ۱۵۰ تا ۲۰۰ هزار مسلمان وجود داشت. با این وجود، آزار و اذیت تحت خمرهای سرخ تعداد آنها را از بین برد و تا اواخر دهه ۱۹۸۰ احتمالاً قدرت قبلی خود را به دست نیاورد. همه مسلمانان چم اهل سنت مکتب شافعی هستند.

## پوشاک

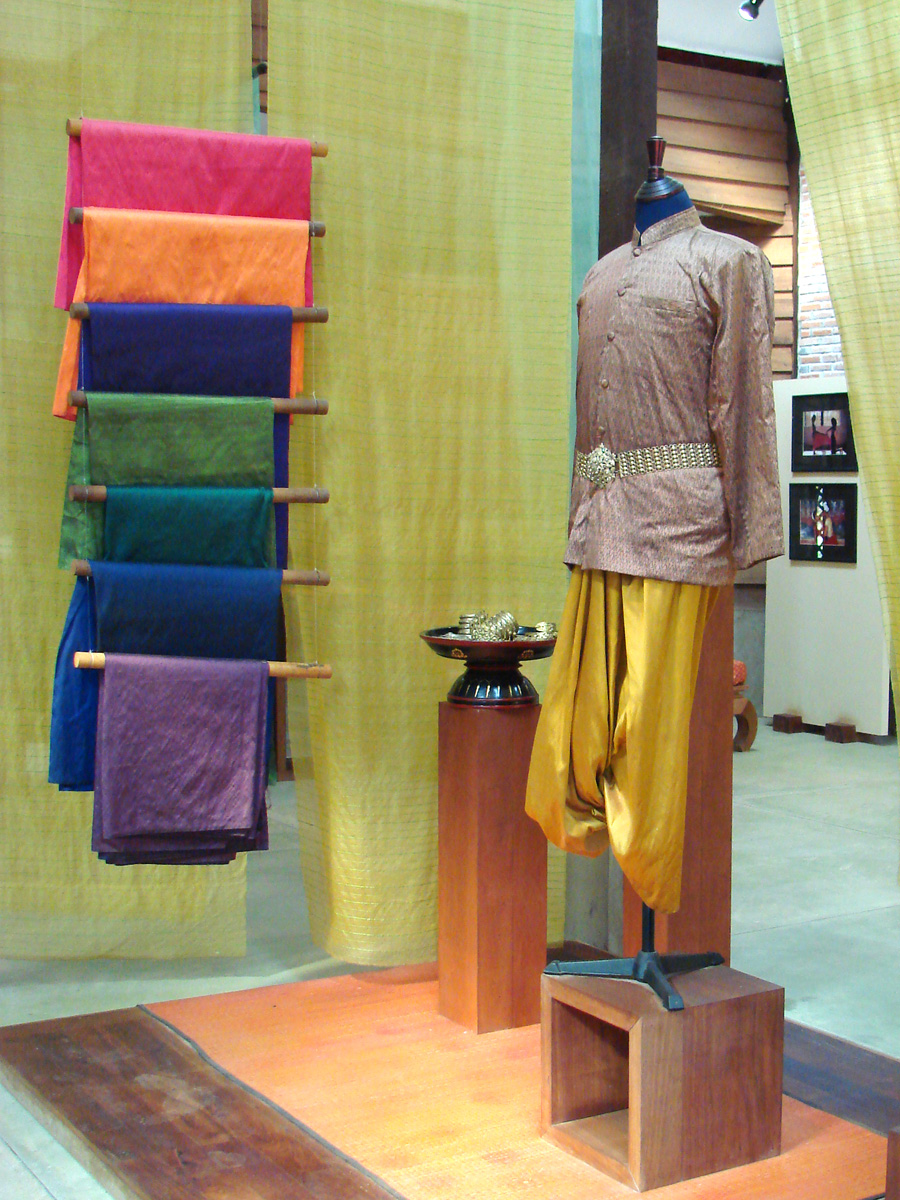
لباس مردانه سنتی

لباس در کامبوج یکی از مهمترین جنبه‌های فرهنگ است. مد کامبوج با توجه به گروه قومی و طبقه اجتماعی متفاوت است. مردم خمر به‌طور سنتی روسری شطرنجی به نام کرما می‌پوشند. "کراماً همان چیزی است که کاملاً خمر (کامبوجی) را از همسایگان خود تایلندی‌ها، ویتنامی‌ها و لائوتایی‌ها جدا می‌کند. روسری برای اهداف زیادی از جمله سبک، محافظت در برابر آفتاب، کمک (پا) هنگام کوهنوردی در درختان، یک سجاده برای نوزادان، حوله یا به عنوان " سارونگ " استفاده می‌شود. یک "کراماً را نیز می‌توان به راحتی در عروسک کودک کوچک برای بازی شکل داد. تحت خمرهای روژ، کراما از الگوهای مختلف بخشی از لباس استاندارد بود.

## رقص
رقص کامبوج را می‌توان به سه دسته اصلی تقسیم کرد: رقص کلاسیک، رقص‌های عامیانه و رقص‌های بومی.

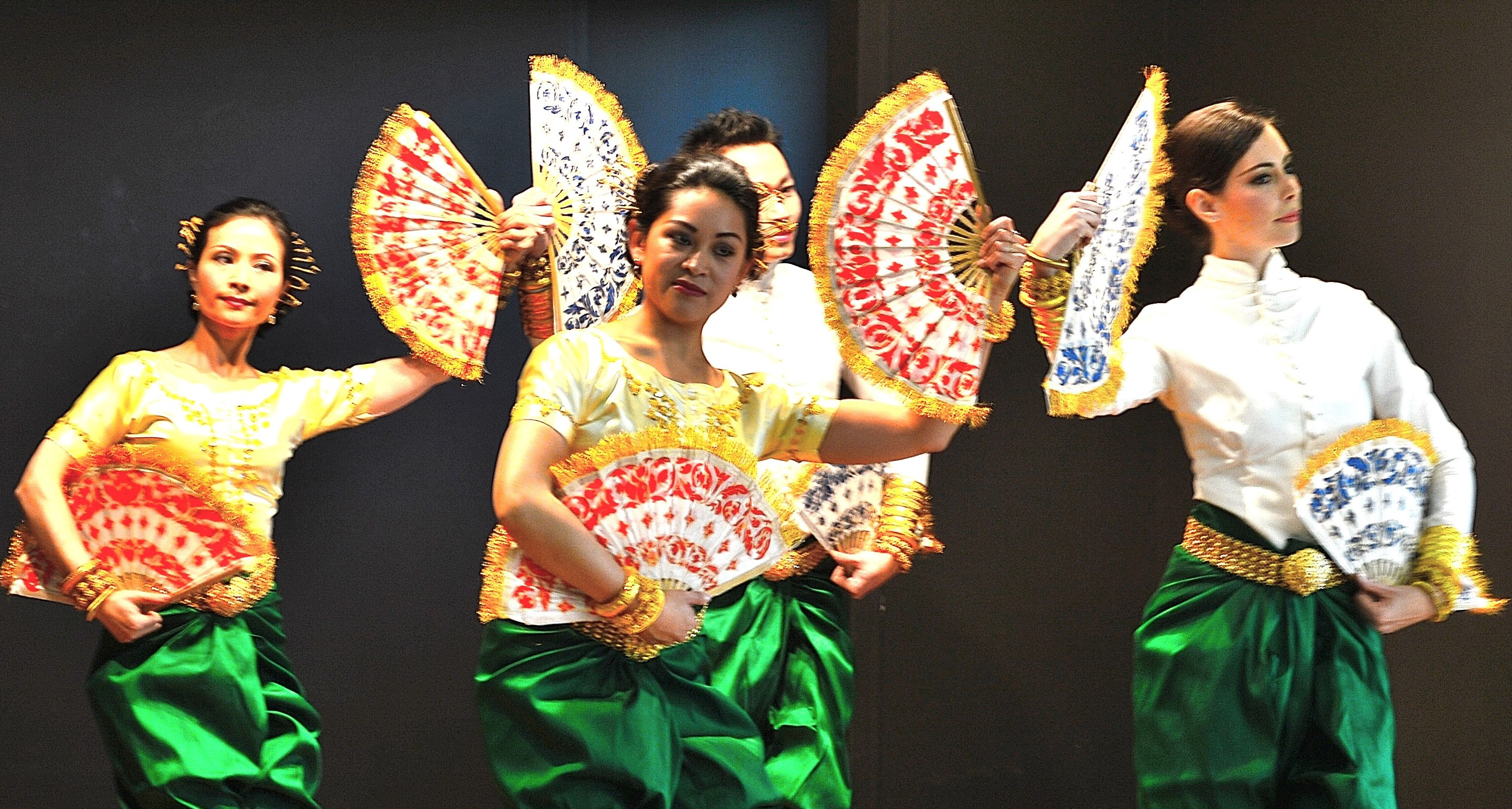
رقص عامیانه خمر